# Kundúz (provincie)
Kundúz (persky ولایت کندوز‎, paštunsky د کندوز ولايت‎) je jedna z 34 afghánských provincií, která se nachází na severu Afghánistánu. Má rozlohu 8040 km² a v roce 2006 v ní žilo 833 300 obyvatel. Hlavním městem je Kundúz.

## Distrikty

- Ali abad
- Archi
- Chahar
- Imam Sahib
- Khan Abad
- Kundúz
- Qalay-I-Zal